# Berneuil (Charente-Maritime)
Berneuil é uma comuna francesa na região administrativa da Nova Aquitânia, no departamento de Charente-Maritime. Estende-se por uma área de 25,45 km². Em 2010 a comuna tinha 1 169 habitantes (densidade: 45,9 hab./km²).